# Heseler Wald
Heseler Wald este o arie protejată (arie specială de conservare — SAC, sit de importanță comunitară — SCI) din Germania întinsă pe o suprafață de 26,81 ha, integral pe uscat.

## Localizare
Centrul sitului Heseler Wald este situat la coordonatele 53°18′07″N 7°37′16″E / 53.3019°N 7.6211°E.

## Înființare
Situl Heseler Wald a fost declarat sit de importanță comunitară în ianuarie 2005 pentru a proteja un număr necunoscut de specii din flora spontană și fauna sălbatică aflate în arealul zonei. Situl a fost protejat și ca arie specială de conservare în octombrie 2018.

## Biodiversitate
Situată în ecoregiunea atlantică, aria protejată conține 1 habitat natural: Păduri de fag Luzulo-Fagetum.
La baza desemnării sitului se află un număr nedeclarat de specii protejate: